# Teresa Zambujo
Teresa Maria da Silva Pais Zambujo (Lisboa, 13 de novembro de 1953) é uma política portuguesa.
Entre 1993 e 1995 foi presidente da Comissão de Coordenação e Desenvolvimento Regional de Lisboa e Vale do Tejo (CCDR-LVT). De 1997 a 1998, foi diretora-geral do Desenvolvimento Regional.
Eleita vice-presidente da Câmara Municipal de Oeiras em 2001, chegou à liderança do município de Oeiras quando o então presidente da Câmara, Isaltino Morais, aceitou o convite para ministro das Cidades, do Ordenamento do Território e Ambiente, do Governo de Durão Barroso, tendo suspendido o mandato por um ano. A partir de então, exerceu o cargo de presidente da Câmara Municipal de Oeiras entre 2002 e 2005, ano em que perde as eleições autárquicas, obtendo 30,5%, pelo PPD/PSD, contra os 34% obtidos por Isaltino Morais, que concorreu como independente após lhe ser negado apoio pelo PPD/PSD por decisão do presidente do partido, Luís Marques Mendes. Entre 2005 e 2009, foi vereadora sem competências atribuídas da Câmara Municipal de Oeiras.